# أندريا دامياني
أندريا دامياني (بالفرنسية: Andrea Damiani)‏ هو لاعب كرة قدم فرنسي في مركز الدفاع، ولد في 12 فبراير 1985 في تاراسكون في فرنسا. لعب مع أولمبيك ليون.

## وصلات خارجية
- أندريا دامياني على موقع قاعدة بيانات كرة القدم.إي يو (الإنجليزية)
- أندريا دامياني على موقع Soccerway.com (الإنجليزية)